# ديون سيمز
ديون سيمز (بالإنجليزية: Dion Sims)‏ هو لاعب كرة قدم أمريكية أمريكي، ولد في 18 فبراير 1991 في ديترويت في الولايات المتحدة.

## وصلات خارجية
- ديون سيمز على موقع كلية كرة السلة في سبورتس رفرنس.كوم (الإنجليزية)
- ديون سيمز على موقع مرجع كرة القدم المحترفة.كوم (الإنجليزية)